# Lepidostoma yakushimaense
Lepidostoma yakushimaense is een schietmot uit de familie Lepidostomatidae. De soort komt voor in het Palearctisch gebied.